# Nowa Partia Demokratyczna
Nowa Partia Demokratyczna (ang. New Democratic Party, fr. Nouveau parti démocratique) – kanadyjska partia polityczna o orientacji socjaldemokratycznej, obecnie posiadająca 7 posłów w Izbie Gmin.
NDP, w przeciwieństwie do innych ogólnokanadyjskich partii politycznych, ma tylko jedną, federalną strukturę. Przywództwo i przynależność na poziomie prowincji wynika wyłącznie z zamieszkiwania na danym terytorium. NDP działa i wystawia swych kandydatów do parlamentu Kanady i parlamentów prowincjalnych we wszystkich prowincjach i terytoriach, z wyjątkiem Nunavut, Terytoriów Północno-Zachodnich i Quebecu.

## Historia
Choć partia powstała w 1961, jej korzenie sięgają znacznie głębiej. Odwołuje się do socjalistycznej ideologii wypracowanej przez Jamesa Shavera Woodswortha – kanadyjskiego myśliciela i polityka działającego na przełomie XIX i XX w. i w dwóch pierwszych dziesięcioleciach XX wieku oraz doświadczeń Niezależnej Partii Pracy i Wspólnoty Spółdzielczej. Założycielem partii był Thomas Douglas. W 1962 w wyborach do 25 kanadyjskiego parlamentu NDP zdobyła 19 mandatów, co zostało uznane za znaczny sukces. W kolejnych wyborach NDP zawsze była w stanie wprowadzić do Izby Gmin swoich posłów – najmniej 9 (do 35. parlamentu, w 1993), a najwięcej 103 (do 41. parlamentu, w 2011), kiedy to stała się trzecią siłą w Izbie Gmin. Nieco więcej szczęścia miała na poziomie wyborów prowincjalnych, gdzie kilkakrotnie sprawowała władzę (między innymi w Ontario, Manitobie i w Saskatchewan). W wyborach w 2015 partia straciła ponad 10 procent poparcia, wprowadzając do parlamentu 44 posłów. 10 lat później w 2025 roku partia zanotowała swój najgorszy wynik od czasów jej założenia wprowadzając do Izby Gmin zaledwie 7 posłów.

## Program partii

### Gospodarka
W sektorze gospodarczym partia przedstawia program socjalistyczno-demokratyczny. Wśród postulatów partii są:
- regulacja rynku pracy i handlu
- nacjonalizacja infrastruktury, głównie komunikacji i energetyki
- progresja podatkowa
- powstrzymanie prywatyzacji służby zdrowia.

### Sprawy społeczne
Partia w sferze społecznej propaguje m.in.: 
- rozszerzenie granic wolności osobistych
- równouprawnienie małżeństw homoseksualnych
- rozwijanie wielokulturowości
- polepszenie położenia rdzennych społeczności
- tworzenie tanich mieszkań komunalnych dla najbiedniejszych
- równouprawnienie kobiet we wszystkich aspektach życia społecznego, politycznego i gospodarczego.

## Liderzy
- 1961–1971: Thomas Douglas
- 1971–1974: David Lewis
- 1974–1989: Ed Broadbent
- 1989–1995: Audrey McLaughlin
- 1995–2003: Alexa McDonough
- 2003–2011: Jack Layton
- 2011–2012: Nycole Turme (p.o.)
- 2012–2017: Thomas Mulcair
- od 2017: Jagmeet Singh

## Poparcie
| Wybory | Poparcie | Zmiana punktów procentowych | Mandaty (Izba Gmin) | Zmiana |
| ------ | -------- | --------------------------- | ------------------- | ------ |
| 1984   | 18,8%    | —                           | 30                  | —      |
| 1988   | 20,38%   | 1,58                        | 43                  | 13     |
| 1993   | 6,87%    | 13,51                       | 9                   | 34     |
| 1997   | 11,05%   | 4,18                        | 21                  | 12     |
| 2000   | 8,52%    | 2,53                        | 13                  | 8      |
| 2004   | 15,68%   | 7,16                        | 19                  | 6      |
| 2006   | 17,48%   | 1,8                         | 29                  | 10     |
| 2008   | 18,18%   | 0,7                         | 37                  | 8      |
| 2011   | 30,63%   | 12,45                       | 103                 | 66     |
| 2015   | 19,72%   | 10,92                       | 44                  | 59     |
| 2019   | 15,98%   | 3,74                        | 24                  | 20     |
| 2021   | 17,82%   | 1,84                        | 25                  | 1      |
| 2025   | 6,29%    | 11,53                       | 7                   | 18     |